# Santa Cruz Verapaz
Santa Cruz Verapaz – miasto w środkowej Gwatemali, w departamencie Alta Verapaz, leżące w odległości 17 km na południe od stolicy departamentu, nad rzeką Río Cahabón. Miasto jest siedzibą gminy o tej samej nazwie, która w 2012 roku liczyła 36 857 mieszkańców. Gmina jest bardzo mała i zajmuje powierzchnię 48 km².